# اسپارکس (نبراسکا)
اسپارکس (به انگلیسی: Sparks) یک منطقهٔ مسکونی در ایالات متحده آمریکا است که در شهرستان چری، نبراسکا واقع شده‌است. اسپارکس ۷۹۳٫۱ متر بالاتر از سطح دریا واقع شده‌است.